# Passiflora edulis forma flavicarpa
Passiflora edulis f. flavicarpa (synoniem: Passiflora verrucifera) is een vorm van Passiflora edulis. De plant komt van nature voor in Brazilië. Deze plant groeit meestal in warmere, lagere regio's dan f. edulis. Omdat deze vorm resistent is tegen bodemziektes als fusariumrot en nematodes wordt hij voor de fruitproductie als onderstam gebruikt voor de niet-resistente f. edulis.
De stengels zijn stevig, bruinachtig groen en kunnen meer dan acht m lang worden. De bladsteel is 3-4 cm lang en roodachtig. Het blad is drielobbig (bij jonge planten ongelobd), 5-25 × 5-25 cm groot, gezaagd en donkerder groen dan het blad van f. edulis. De bloemen zijn 6-9 cm breed en over het algemeen groter dan de bloemen van f. edulis. De kelkbladeren zijn wit, langwerpig en 2-3,3 × 0,7-1 cm groot. De kroonbladeren zijn wit, langwerpig en 1,8-2,9 × 0,5-0,8 cm groot. De corona bestaat uit vier of vijf rijen, die donkerpaars tot zwart zijn aan de basis en verder wit en gekronkeld. De buitenste twee rijen zijn 1-2,3 cm lang en de binnenste rijen zijn 0,1-0,3 cm lang.
Deze plant heeft in tegenstelling tot f. edulis kruisbestuiving nodig om vruchten te geven. De vruchten zijn groter dan die van f. edulis. Ze zijn citroengeel, rond tot ovaal van vorm en 5-12 × 4-8 cm groot. De zaden zijn 3-4 mm groot en bruin van kleur. De vruchten smaken zuurder dan die van f. edulis, een reden waarom deze vorm minder populair is bij kwekers en consumenten. Er zijn grote plantages te vinden in de Dominicaanse Republiek, Brazilië, Colombia, Peru, Hawaï en Australië.
De vruchten worden in West-Europa soms op de markt aangeboden. De plant kan het beste worden vermeerderd door stekken van origineel plantmateriaal. De planten kunnen in een koude kas of in de vensterbank worden gehouden.
Het is de vraag of de twee vormen van Passiflora edulis niet behoren tot verschillende soorten, omdat de verschillen aanzienlijk zijn. In ieder geval is het onderscheid waarschijnlijk groter dan de onderverdeling in vormen rechtvaardigt. Resultaten van DNA-analyse moeten nog worden afgewacht.

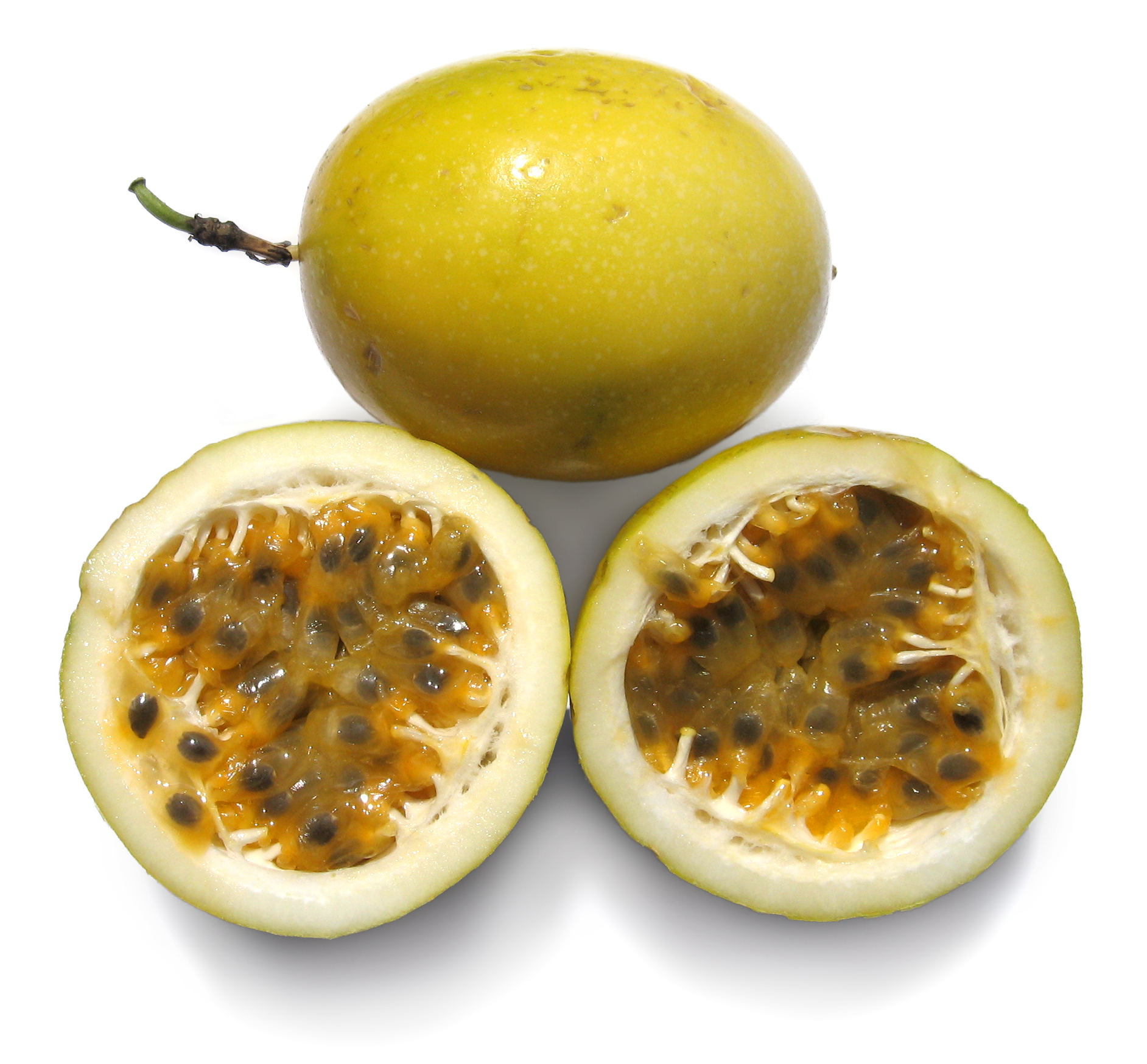
Vruchten

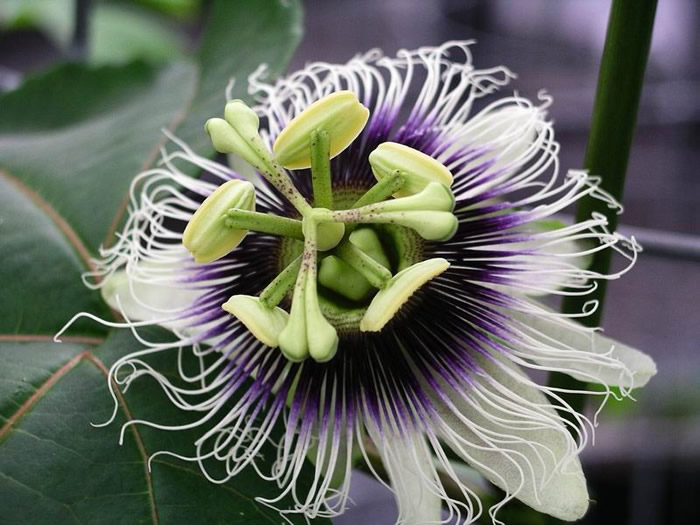
Bloem

... · 
P. alata · 
P. aurantia · 
P. biflora · 
P. caerulea (Blauwe passiebloem) · 
P. citrina · 
P. coccinea · 
P. coriacea · 
P. edmundoi · 
P. edulis · 
P. edulis forma edulis · 
P. edulis forma flavicarpa · 
P. foetida · 
P. gibertii · 
P. herbertiana · 
P. incarnata · 
P. jorullensis · 
P. kermesina · 
P. laurifolia · 
P. ligularis · 
P. lindeniana · 
P. loefgrenii · 
P. lutea · 
P. morifolia · 
P. murucuja · 
P. organensis · 
P. picturata · 
P. punctata · 
P. quadrangularis · 
P. racemosa · 
P. rubra · 
P. serratifolia · 
P. suberosa · 
P. subpeltata · 
P. tarminiana · 
P. tulae · 
P. vitifolia · 
P. xishuangbannaensis · 
P. yucatanensis · 
...